# تشارلي روت
تشارلي روت (بالإنجليزية: Charlie Root) هو لاعب كرة قاعدة أمريكي، ولد في 17 مارس 1899 في ميدلتاون في الولايات المتحدة، وتوفي في 11 مايو 1970 في هوليستير في الولايات المتحدة.

## وصلات خارجية
- تشارلي روت على موقع دوري كرة القاعدة الرئيسي (الإنجليزية)
- تشارلي روت على موقعبيزبول رفرنس.كوم (الدوري الرئيسي) (الإنجليزية)
- تشارلي روت على موقعبيزبول رفرنس.كوم (الدوري الثانوي) (الإنجليزية)